# Joe Coleman
 (janvier 2020).
Joe Coleman, né le 22 novembre 1955 à Norwalk dans le Connecticut, est artiste, performer, musicien, acteur, collectionneur et ancien chauffeur de taxi.

## Biographie
Joseph Coleman Jr naît le 22 novembre 1955 à Norwalk dans le Connecticut, à proximité d’un cimetière.
En 1961, il est placé dans une école pour enfants handicapés et retardés.
Vers 1963, il commence à faire ses premiers dessins représentant la mort, des saignements.
En 1975, il arrive à New York, fasciné par les films sur Big Apple.
Un an plus tard, il fréquente l’École des Arts Visuels de New York mais arrête les cours et décide de devenir chauffeur de taxi. Il commence à se faire un nom. Lors de ses dérives urbaines, il se fait beaucoup d’amis. En dehors de ses heures de travail, il dessine quelques comics, qui l’influencent sur son style et lui permettent d’entreprendre et de commencer des performances et des street actions. En même temps, il tourne dans les bars avec le groupe The Steel Tips, de style country et punk.
Vers 1985, Joe Coleman invente et crée le personnage du Professeur Momboozo, hybride du savant fou, du prédicateur et du magicien Harry Houdini. Il débute alors des performances en tant que Professeur Mombooze-o. Et c’est en 1989, sous l’influence de ce professeur, que, la veste remplie de TNT, il réalise des actions explosives dans l’espace public ou en galeries. Il est alors arrêté pour détention d’une arme à « caractère infernal ». Son avocat le fera relaxer en le défendant grâce aux Sorcières de Salem. Il expose aux côtés de Brueghel, Ensor, Dali et Bill Viola en 1993.
Aujourd’hui il vit et travaille à New York.

## Sa démarche artistique
Ses œuvres sont basées sur son univers chaotique, qui est fait de rupture incessante et en même temps d’une exigence et d’une patience extrême. En effet, beaucoup des arrière-plans de Joe Coleman sont minutieusement réalisés. Il réalise deux ou trois tableaux par an. Il peint à la loupe huit heures par jour, cinq jours par semaine, et envisage la toile comme un puzzle qu’il remplit peu à peu, pièce par pièce, en se documentant, sans savoir où il va.
Ses influences et ses échos vont de Goya, Ensor ou Füssli, en passant par la représentation sacrée hindouiste, l’art de la Rome antique et par celui de l’enluminure médiévale. Ses œuvres, en général, constituent son panthéon personnel. Il passe par Néron (empereur romain), Carlo Gesualdo (compositeur de musique baroque adulé), Behold Eck (acteur d’une série culte des années 1960) et par Ed Gein (l’un des plus célèbres tueurs en série américain surnommé le « boucher fou »). Toutes ses influences créent une œuvre syncrétique, un univers unique où l’art d’une représentation extrêmement figurative est au service des obsessions de l’artiste. D’ailleurs, l’une des principales obsessions de l’artiste est sa fascination pour les enfants serial killers.
Pour résumer, Joe Coleman se fait le reflet d’une Amérique malade et déjantée.

## Quelques œuvres
- Panhandling Performances, années 80. Joe Coleman erre dans les rues de New York en épave unijambiste. Il mendie en racontant à chacun des passants une histoire différente. Ces histoires il les répète avant chez lui. Tantôt il revient du Vietnam, tantôt il fut la victime de violences familiales. À chaque fois, il laisse cours à son imagination.

- The Mystery of Woolverine Woo-bait , 1982. Son premier comic.

- Where Evil Dwells, 1985. Long métrage où il joue le rôle de Satan

- Portrait of Charles Manson, 1988, acrylique sur panneau, 119 × 107,5 cm. Comme le titre l’indique, il réalise le portrait de Charles Manson, un des meurtriers de Sharon Tate, la femme de Roman Polanski.

- The man of Sorrows, 1993. Cette œuvre est une véritable revisitation de la Passion du Christ

- Trail of Blood, 1993. Film où il joue un criminologiste.

- I can still remember the glory that was once New York, 1994

- There’s no place like Rome, 1996. Il travaille tout autour du personnage de Néron.

- R. I.P. : Rest in Pieces, 1997. Il réalise un documentaire où il parle de son univers.

- The Big Bang Theory, 1999. cette œuvre documente ces actions et en retrace les différents épisodes.

- Scarlet Diva, 2000. Film réalisé par Asia Argento dans lequel il joue un producteur fainéant et véreux dans le récit semi-autobiographique de la sulfureuse actrice.

- And a Child Shall Lead Them (Mary Bell), 2000. Cette œuvre retrace l’histoire d’une jeune fille de 13 ans, qui en 1968 a tué 2 enfants de 10 ans. Sur le cadre, il accorde une importance en y apposant des objets de son quotidien comme des reliques saintes où on peut lire « Le placenta doit être supprimé à la naissance ou votre jumeau congénital peut devenir un fantôme monstrueux, et pourrir votre vie » .

- Le 11 novembre 2000, à l’American Visionary Art Museum de Baltimore, Joe Coleman et Whitney Ward (photographe et NYC Fetish Queen) se marient. Ce musée national américain étant consacré à l’art des autodidactes, Joe Coleman décide de réaliser son propre mariage en performance. « Allongé dans un cercueil porté par six témoins, le marié apparaît devant l’autel au moment même où sa future femme entre dans le hall du musée transformé en nef, sa traîne tenue par une compagnie de nains. L’officiant s’avère être la main d’un ventriloque, rencontré peu auparavant dans un bar de New York. Les bagues sont poussées sur un coussin par les pieds d’un contorsionniste. À la suite de la cérémonie à laquelle assistent quelques figures de la scène underground américaine, dont Jim Jarmush et Asia Argentino, performances et numéros achèvent de faire ce mariage un élément typique de la vie remplie et trépidante de Joe. » Citation de Joe Coleman.

- I am Joe’s Fear of Disease, 2001, acrylique sur panneau, 76,5 × 92 cm. "Cette toile est une tentative post-11 septembre de gérer mes peurs de la maladie et de la mort. Les inscriptions en thaïlandais correspondent à mes allergies mortelles". Citation de Joe Coleman.

- The Book of Joe (en collaboration avec Asia Argento), 2003. Son livre nous parle de ses influences artistiques.

## Expositions
- Civilian Warfare, New York, États-Unis, 1985.
- Wooster Gallery, New York, États-Unis, 1986.
- Chronocide Gallery, New York, États-Unis, 1987.
- New York Academy of Art, New York, États-Unis, 1987.
- New Works, Todd Capp Gallery, New York, États-Unis, 1988.
- La Luz de Jesus Gallery, Los Angeles, États-Unis, 1991.
- Cult Rapture, Center on Contemporary Art, Seattle, États-Unis, 1993.
- Wild Flees/Proud Flesh, Haarlem, Pays-Bas, 1996.
- Deep Inside: The Art of Porno, Lausanne, Suisse, 1996.
- Killer Art, Barrister’s Gallery, New Orleans, États-Unis, 1997.
- Selections from Private Collections: A Retrospective, Ann Nathan Gallery, Chicago, États-Unis, 1998.
- Original Sin, The Horse Hospital, Londres, Royaume-Uni, 1998.
- LOVE, American Visionary Art Museum, Baltimore, États-Unis, 1998.
- Joe Coleman: Matrix 139, The Wadsworth Athenaeum, Hartford, États-Unis, 1999.
- Musée Boijmans Van Beuningen, Rotterdam, Pays-Bas, 2001.
- War and Peace, American Visionary Art Museum, Baltimore, États-Unis, 2001.
- Wormhole, Franz Hals Museum, Haarlem, Pays-Bas, 2002.
- Unquiet Voices: English & American Visionary Art 1903 – 2003, The Horse Hospital, Londres, Royaume-Uni, 2003.
- A Kansas Art Sampler, The Spencer Art Museum, Lawrence, États-Unis, 2004.
- Joe Coleman: 33 Paintings and a Selection from the Odditorium, Jack Tilton Gallery, New York, États-Unis, 2006.
- Joe Coleman, Palais de Tokyo, Paris, France, 2007.
- Joe Coleman, Hey! Halle Saint-Pierre, Paris, France, 2013.